# فرودگاه غدامس
فرودگاه غدامس (به عربی: مطار غدامس) یک فرودگاه و پروازگاه ترافیک تجاری در لیبی است که در غدامس واقع شده‌است.